# 小野和幸
小野 和幸（おの かずゆき、1962年8月19日 - ）は、秋田県秋田市金足出身の元プロ野球選手（投手）・コーチ・監督。

## 経歴
金足西小3年の時に野球を始め、北中から秋田県立金足農業高等学校に進み、1年秋からエースとなる。1979年秋季東北大会県予選決勝に進出、秋田商の高山郁夫と投げ合うが敗退、本大会には進めなかった。翌1980年の夏の甲子園県予選では、準決勝まで進むが能代高に敗れる。高校では同期の森田実（巨人）とバッテリーを組んだ。
複数球団が注目し、社会人野球への進路を決めていたなか同年ドラフト外で西武ライオンズへ入団。1年目に二軍で当時リーグ記録の15勝で最多勝、1983年にも受賞。1984年に最優秀防御率を獲得。
1985年の阪神タイガースとの日本シリーズでは5戦目に先発投手として登板するが、掛布雅之に3ラン打たれるなど4失点、1回持たず交代敗戦投手になった。
1986年は、前半戦を5勝0敗、防御率2.71でリーグ1位で折り返し、オールスターゲームに出場したが、その後大きく失速して平凡な成績に終わった。
1987年に初の規定投球回数到達を果たしたが、その年のオフに平野謙との交換トレードで中日ドラゴンズへ移籍。
移籍1年目の1988年、才能が一気に開花。オールスターゲームに2度目の出場を果たし、シーズンでは18勝を挙げ最多勝などのタイトルを獲得、チームの優勝に大きく貢献した。古巣西武との日本シリーズでは監督の星野仙一は、第1戦と第5戦に小野を先発で起用したが、第1戦では清原和博に場外本塁打、石毛宏典にソロ本塁打を打たれるなど6回4失点で敗戦投手、5戦目は初回にバークレオ、石毛に連続適時打で3失点、2回途中で交代、チームも1勝4敗で敗戦。翌1989年は開幕戦の対横浜大洋ホエールズ戦で開幕投手を務めたが、敗戦投手になった。それ以降は右肘や右膝を痛めるなど故障に泣かされ、1993年は二軍（ウエスタン・リーグ）でも10試合に登板しただけで、同年10月13日に球団から戦力外通告を受け、ウエーバー公示の手続きが取られた。
1994年から千葉ロッテマリーンズでプレー（奇しくも西武時代のトレード相手であった平野謙も戦力外で同じ年にロッテに移籍）、同年は4月21日の対西武一回戦で7回自責点1の好投で1416日ぶりの勝利を挙げシーズンでも4勝を記録するなど復活の兆しを見せたが、1995年は未勝利に終わり、同年限りで現役引退。
引退後はロッテに残り、1998年まで二軍投手コーチ、1999年は一軍投手コーチ、2000年は再び二軍投手コーチ、2001年から2002年まで再び一軍投手コーチ、2003年は3度目の二軍投手コーチを務めたが同年に解任された。2004年には台湾プロ野球・統一ライオンズで投手コーチを務めた。2005年からは四国アイランドリーグ・徳島インディゴソックスの監督に就任。翌年の2006年9月25日に辞任した。
現役時代、肩が仕上がるまでに70 - 80球を要するため、典型的な先発タイプの投手であった。
ファーム通算63勝（イースタンで46勝、ウエスタンで17勝）は歴代最多記録。
唇の上にたっぷりと蓄えたヒゲがトレードマーク（1980年代後半から生やし始める）で、しばしば「ヒゲの小野」と呼ばれた（同時期に活躍していた同姓の小野和義がいたため）。
2018年に母校・金足農高が甲子園で金農旋風を巻き起こした際には、ゲストとしてテレビのワイドショーに出演することがあった。

## 詳細情報

### 年度別投手成績
| 年 度      | 球 団      | 登 板 | 先 発 | 完 投 | 完 封 | 無 四 球 | 勝 利 | 敗 戦 | セ 丨 ブ | ホ 丨 ル ド | 勝 率 | 打 者 | 投 球 回 | 被 安 打 | 被 本 塁 打 | 与 四 球 | 敬 遠 | 与 死 球 | 奪 三 振 | 暴 投 | ボ 丨 ク | 失 点 | 自 責 点 | 防 御 率 | W H I P |
| ---------- | ---------- | ----- | ----- | ----- | ----- | -------- | ----- | ----- | -------- | ----------- | ----- | ----- | -------- | -------- | ----------- | -------- | ----- | -------- | -------- | ----- | -------- | ----- | -------- | -------- | ------- |
| 1981       | 西武       | 1     | 1     | 0     | 0     | 0        | 1     | 0     | 0        | --          | 1.000 | 21    | 5.0      | 4        | 1           | 0        | 0     | 0        | 1        | 0     | 0        | 3     | 2        | 3.60     | 0.80    |
| 1983       | 西武       | 4     | 0     | 0     | 0     | 0        | 0     | 0     | 0        | --          | ----  | 30    | 6.1      | 7        | 2           | 3        | 0     | 0        | 5        | 0     | 0        | 4     | 4        | 5.68     | 1.58    |
| 1984       | 西武       | 8     | 0     | 0     | 0     | 0        | 1     | 0     | 0        | --          | 1.000 | 67    | 15.1     | 16       | 3           | 8        | 0     | 0        | 8        | 0     | 0        | 10    | 8        | 4.70     | 1.57    |
| 1985       | 西武       | 11    | 10    | 1     | 1     | 0        | 3     | 2     | 0        | --          | .600  | 235   | 57.1     | 56       | 9           | 12       | 0     | 1        | 37       | 0     | 0        | 28    | 26       | 4.08     | 1.19    |
| 1986       | 西武       | 20    | 20    | 3     | 0     | 0        | 6     | 5     | 0        | --          | .545  | 500   | 117.1    | 116      | 20          | 39       | 1     | 0        | 86       | 0     | 0        | 64    | 59       | 4.53     | 1.32    |
| 1987       | 西武       | 23    | 20    | 4     | 2     | 2        | 4     | 11    | 0        | --          | .267  | 544   | 130.2    | 131      | 15          | 31       | 5     | 1        | 65       | 0     | 0        | 61    | 56       | 3.86     | 1.24    |
| 1988       | 中日       | 29    | 29    | 4     | 1     | 1        | 18    | 4     | 0        | --          | .818  | 757   | 187.0    | 173      | 21          | 44       | 3     | 1        | 106      | 0     | 1        | 56    | 54       | 2.60     | 1.16    |
| 1989       | 中日       | 21    | 13    | 1     | 0     | 0        | 1     | 8     | 0        | --          | .111  | 378   | 81.1     | 108      | 11          | 32       | 3     | 3        | 53       | 0     | 0        | 59    | 56       | 6.20     | 1.72    |
| 1990       | 中日       | 14    | 12    | 3     | 0     | 0        | 5     | 5     | 0        | --          | .500  | 310   | 71.2     | 85       | 12          | 15       | 2     | 2        | 44       | 0     | 0        | 40    | 40       | 5.02     | 1.40    |
| 1992       | 中日       | 2     | 0     | 0     | 0     | 0        | 0     | 0     | 0        | --          | ----  | 12    | 2.2      | 4        | 0           | 1        | 0     | 0        | 1        | 0     | 0        | 1     | 1        | 3.38     | 1.88    |
| 1994       | ロッテ     | 15    | 13    | 0     | 0     | 0        | 4     | 4     | 0        | --          | .500  | 294   | 64.1     | 74       | 11          | 31       | 0     | 2        | 38       | 3     | 0        | 40    | 36       | 5.04     | 1.63    |
| 1995       | ロッテ     | 3     | 0     | 0     | 0     | 0        | 0     | 0     | 0        | --          | ----  | 20    | 5.0      | 7        | 1           | 0        | 0     | 0        | 2        | 0     | 0        | 4     | 4        | 7.20     | 1.40    |
| 通算：12年 | 通算：12年 | 151   | 118   | 16    | 4     | 3        | 43    | 39    | 0        | --          | .524  | 3168  | 744.0    | 781      | 106         | 216      | 14    | 10       | 446      | 3     | 1        | 370   | 346      | 4.19     | 1.34    |

- 各年度の太字はリーグ最高

### タイトル
- 最多勝利：1回 （1988年）
- 最高勝率：1回 （1988年）

### 表彰
- ベストナイン：1回 （投手部門：1988年）
- 最優秀投手：1回 （1988年）

### 記録
初記録
- 初登板・初先発登板・初勝利・初先発勝利：1981年10月4日、対ロッテオリオンズ後期13回戦（西武ライオンズ球場）、5回3失点（自責点2）
- 初奪三振：同上、3回表に落合博満から
- 初完投勝利・初完封勝利：1985年8月25日、対ロッテオリオンズ18回戦（川崎球場）

その他の記録
- オールスターゲーム出場：2回 （1986年、1988年）
- イースタン・リーグ歴代最多勝利記録：15勝 （1981年）

### 背番号
- 13 （1981年、1982年途中 - 1991年）
- 17 （1982年 - 同年途中）
- 11 （1992年 - 1993年）
- 38 （1994年 - 1995年）
- 72 （1996年 - 2006年）